# Урзуфська сільська рада
Урзуфська сільська рада — сільська рада в Першотравневому районі Донецької області з адміністративним центром у с. Урзуф.

## Населені пункти
Сільській раді підпорядковані населені пункти:
- c. Урзуф
- с. Бабах-Тарама

з населенням 3 029 чоловік.

## Склад ради
Рада складається з 24 депутатів та голови.
Голова ради — Аврамов Анатолій Костянтинович
Секретар — Любов Михайлівна Сухорукова.

## Керівний склад сільської ради
| ПІБ                            | Основні відомості                                                         | Дата обрання | Дата звільнення |
| ------------------------------ | ------------------------------------------------------------------------- | ------------ | --------------- |
| Аврамов Анатолій Костянтинович | Сільський голова, 1954 року народження, освіта, член Партії регіонів      | 26.03.2006   | 31.10.2010      |
| Аврамов Анатолій Костянтинович | Сільський голова, 1954 року народження, освіта вища, член Партії регіонів | 31.10.2010   |                 |

Примітка: таблиця складена за даними джерела

## Історія
За сільською радою значиться 6 196 гектарів орної землі. Вся вона розпайована між колишніми працівниками КСП «Дружба». Всі землі передано в оренду фермерам.
На 2010 рік функціонують 10 фермерських господарств:
- «Іскра», Аврамов Іван Павлович
- «ІЯ», Григораш Варвара Федорівна
- «Колос-2», Попов Нестор Михайлович
- «Луч», Цапій Юрій Федорович
- «Світанок», Пустовєтова Катерина Іванівна
- «Фортуна», Попов Василь Ілліч
- «Оксана», Ставрулов Михайло Валентинович
- «Фермерське господарство», Бурназов Федір Васильович
- «Наш вибір», Попов Микола Станіславович
- «Донецький степ», Цибалов Вадим В'ячеславович